# Schlacht von Rozgony
Die Schlacht von Rozhanovce oder Schlacht von Rozgony (ungarisch rozgonyi csata, slowakisch bitka pri Rozhanovciach) war eine mittelalterliche Schlacht im Königreich Ungarn zwischen dem König Karl I. aus dem Haus Anjou, verstärkt um Truppen der Zipser Sachsen, Johanniter und der Stadt Kaschau und dem Haus Aba, das de facto den nordöstlichen Teil (heute Ostslowakei) des Königreiches kontrollierte, unterstützt von Matthäus Csák, der über das damalige Nordungarn (heute West-, Mittelslowakei und heutiges Nordungarn) herrschte.

## Vorgeschichte
Nach dem Aussterben des Hauses Árpád im Jahre 1301 war der ungarische Thron zwischen mehreren Hausen wie Anjou, Přemysliden und Wittelsbach umstritten. Nach mehreren Jahren konnte 1310 der König Karl I. aus dem Hause Anjou in Stuhlweißenburg gekrönt werden, nachdem das Land von Ladislaus V. von Böhmen und dem bayerischen Otto III. beherrscht worden war. Er kontrollierte jedoch nur kleine Teile des Königreiches, da weite Teile verschiedenen Oligarchen, die nur eigene Interessen folgten, gehörten (→ Ungarische Kleinkönigtümer). Der Hauptfeind war Matthäus Csák und die mit ihm verbündete Familie Aba, die über Nordteile des Königreiches herrschten. Der erstgenannte organisierte 1311 einen Feldzug nach Buda, der Hauptstadt des Königreiches und ließ diese plündern; der königliche Gegenangriff in Csáks Herrschaftsgebiet hingegen scheiterte.
Den Anlass zu einem Feldzug gegen die Familie Aba wurde dem König gegeben, als diese im Frühjahr 1312 einen Angriff auf die königliche Stadt Sárospatak begann und sie plündern ließ. Deshalb organisierte Anfang April 1312 Karl I. einen Feldzug in das Kernland in der Gespanschaft Scharosch und belagerte die Burg Scharosch. Trotz mehrwöchiger Belagerung konnte die Burg nicht eingenommen werden und die königlichen Truppen mussten in die Gespanschaft Zips (die noch dem König treu war) zurückziehen, da die Abas eine 1.700 Mann starke Verstärkung von Csák erhielten. Dort verstärkte der König seine Truppen um Zipser Sachsen. In der Zwischenzeit marschierte das Heer der Familie Aba gegen die Stadt Kaschau und begann eine Belagerung, da die Abas in der Stadt einen schwächeren Gegner als die königliche Truppen sahen und sie wollten zugleich den Tod des Herrschers Amadeus Aba, der ein Jahr zuvor in einer Auseinandersetzung mit den Bürgern getötet wurde, vergelten. Daher musste der König der Stadt Kaschau sofort helfen, bevor sie erobert werden könnte.

## Verlauf
Die Schlacht fand im Tal der Torysa bei der Ortschaft Rozhanovce (deutsch Roschonowetz, ungarisch Rozgony), östlich von Kaschau statt. Das Heer der Abas brach die Belagerung ab und marschierte nach Osten und hielt am Hang eines Hügels. Das königliche Heer musste hingegen eine ungünstige Stellung im Tal beziehen. Das vom Demeter Balassa befohlene Heer rückte auf die königlichen Truppen vor; es folgte eine blutige Mêlée, mit schweren Verlusten von Rittern auf beiden Seiten. Der König verlor auch seine Standarte und musste unter der Standarte der Johanniter kämpfen. Letztendlich konnten aber Zipser Sachsen und Verstärkungen aus der Stadt Kaschau die Schlacht für den König entscheiden und das Aba-Heer wurde vollständig zurückgedrängt.

## Nachfolgen
In der Schlacht fielen viele hohe Mitglieder der Familie Aba. Trotz hoher Verluste auch auf der königlichen Seite wurde das Herrschaftsgut zwischen dem König und treuen Anhängern geteilt. Auch Matthäus Csák konnte nach der Schlacht keine größeren Angriffe mehr gegen den König durchführen, hielt aber weiterhin seine „Provinz“. Sie wurde nach Matthäus Tod im Jahr 1321 besetzt. In den folgenden Jahren wurde die Zentralmacht noch weiter konsolidiert und die Oligarchen-Periode ging zu Ende.
Es handelt sich angeblich um die größte Schlacht in Ungarn nach dem Mongolensturm im Jahr 1241 (→ Schlacht bei Muhi).